# ファラオの処刑
『ファラオの処刑』（ファラオのしょけい、アラビア語: إعدام فرعون）は2008年に放映されたイランのドキュメンタリーテレビ映画。1981年に暗殺されたエジプトのサーダート大統領暗殺事件を、暗殺を肯定する立場から取り上げている。英語ではAssassination of a Pharaoh（ファラオの暗殺）として紹介されることが多い。日本未公開。

## 背景
エジプトをはじめとするアラブ諸国は1973年10月6日、ソビエト連邦からの武器援助を受けてイスラエルを奇襲し、いわゆる第四次中東戦争が始まった。第四次中東戦争は緒戦はアラブ諸国有利に進み、サーダート大統領は国民的英雄となった。しかし、次第にアメリカ合衆国の援助を受けたイスラエルに有利となった。
この戦争が一時的とはいえアラブ諸国有利に進んだこともあり、長年の間、常に軍事的優位に立っていたイスラエルが和平合意を希望するきっかけになったといわれる。また、第四次中東戦争が原因となって世界的な石油価格の上昇、いわゆるオイルショックが発生し、アメリカ合衆国をはじめとする当時の先進国も戦争終結を希望した。和平交渉はエジプト側から模索されはじめ、1977年11月19日にはサーダート大統領がイスラエルを訪問し、翌1978年にはアメリカ合衆国においてサーダート大統領とイスラエルのメナヘム・ベギン首相との間でキャンプ・デービッド合意がなされ、翌1979年にはエジプト・イスラエル平和条約が結ばれた。この平和条約により、エジプトはアラブ諸国の中で初めてイスラエルを国家として正式に承認した。（次にイスラエルを正式承認するのは10年以上後の1994年のヨルダンであり、アラブ首長国連邦が国交正常化に合意するまでにはさらに26年を要している）。
これらの動きによってエジプトはアラブの裏切り者とみなされ、アラブ諸国から国交断絶され、アラブ連盟、アラブ石油輸出国機構からも除名されることになった（1979年～1989年の間）。サーダート大統領は1981年10月6日の第四次中東戦争戦勝パレードにおいて、イスラム過激派組織「ジハード」のメンバーでエジプト軍人のハリド・イスランブリに暗殺された。イスランブリは逮捕されて1982年4月に処刑された。

## 映画の内容
この映画ではイスランブリによるサーダート大統領暗殺を肯定的に取り上げており、サーダート大統領を裏切り者、イスランブリを殉教者として描いている。登場する主な人物は、サーダートエジプト大統領、ハリールエジプト首相、イスマーイール内務相（النبوي إسماعيل）、アブールエラー・マーディ（現ワサト党党首）らである。
この映画はサーダート大統領の演説シーン（当時の実写）から始まり、サーダートの若き頃から暗殺当日までの経緯とその後を、映像と識者へのインタビューを織り交ぜて作られている。映像の大半はサーダート存命当時に記録された実写であり、俳優などが演じた部分は少ない。

## 影響
エジプトは1980年以降、イランと国交断絶中である。最近、国交回復が模索されている。
2008年7月6日、エジプト紙アルマスリ・アルヨウムがこのドキュメンタリー映画を「サーダート大統領を裏切り者として描いた映画」と報じたのがきっかけとなり、エジプト政府は7月上旬に駐カイロ・イラン大使を召喚し、イランに対して正式に抗議した。
7月16日、サーダート大統領が設立したエジプト最大の政党、国民民主党は、イラン革命の指導者ルーホッラー・ホメイニーを題材とした映画『ホメイニー、血塗られたイマーム』を製作する、と発表している。
7月21日、エジプト当局はイラン国営の衛星放送アル・アーラムのカイロ支局に対し、無免許放送を理由に立ち入り捜査し、機材を押収して強制閉鎖した。これに対しアル・アーラム側は、この捜査が「アルアラムが『ファラオの処刑』製作に関与した」との事実無根の理由によってなされた報復だと非難している。
イラン政府はあくまで民間製作の映画だとして関与を否定したが、エジプトサッカー協会は8月に予定されていたサッカーイラン代表との親善試合をキャンセルしている。エジプトとイランの国交正常化は引き続き模索されている。